# خوان ألميدا
خوان ألميدا بوسكيه (بالإسبانية: Juan Almeida Bosque)‏ (17 فبراير 1927 - 11 سبتمبر 2009) سياسي كوبي وأحد قادة الثورة الكوبية التاريخية، أصبح بعد أن انتزع الثوار الحُكم في كوبا عام 1959 أحد الأعضاء الدائمين والرئيسيين في الحزب الشيوعي الكوبي كما كان نائب رئيس مجلس الدولة الكوبي حتى وفاته وصاحب الدرجة الثالثة فيه، وقد حاز على عدة أوسمة وجوائز محلية وعالمية منها لقب بطل الجمهورية الكوبية ووسام ماكسيمو غوميز.

## النشأة والثورة الكوبية
ولد ألميدا في هافانا، وترك المدرسة والدراسة بها في سن الحادية عشرة ليعمل بناء - عامل بناء - استطاع لاحقاً الانضمام للجامعة ودراسة الحقوق أو القانون في جامعة هافانا وخلال دراسته وفي عام 1952 تعرف على الثوري الماركسي فيديل كاسترو ولاحقاً وفي شهر مارس من نفس العام انضم ألميدا للحراك المعادي لحُكم باتيستا، وفي عام 1953 شارك ألميدا فيديل كاسترو وشقيقه راؤول في عملية مونكادا في مدينة سانتياغو الكوبية، فتم اعتقاله واعتقال الأخوين كاسترو ووضعوا في سجن إسلي. وخلال مكرُمة العفو في 15 مايو عام 1955 تم إطلاق سراحه وترحيله إلى الولايات المتحدة المكسيكية.
لكن عاد ألميدا إلى كوبا مع الأخوين كاسترو وغيفارا وكاميلو و78 ثائر كوبي آخر على ظهر يخت غرانما، وكان ألميدا من الإثنى عشر ناجي من عملية التنزيل الثورية هذه من ظهر اليخت غرانما على السواحل الكوبية، حيث كانت في انتظارهم كتيبة من الجيش الكوبي الموالي لباتيستا وبدأ بإطلاق النار على كل من كان على اليخت، وأثناء هذا الإطلاق صرخ كل من غيفارا وكاميلو «لا مكان للإستلام أبداً .. إلى النصر دائماً» والتي أصبحت شعار الثورة الكوبية.
وبعد نجاة الناجون الإثنى عشر من عملية الرد من الجيش الكوبي واصل ألميدا الثورة والقتال ضد باتيستا وحكومته العميلة للولايات المتحدة الأمريكية بطريقة حرب العصابات من علو جبال سييرا مايسترا، وفي عام 1958 رقي ألميدا إلى درجة قائد في جيش الثوار الكوبي ورأس لجنة سانتياغو الثورية، وخلال الثورة ومن منطلق لون بشرته الأسود ودوره الريادي في الثورة الكوبية أُعتبر ألميدا رمزاً لـ الأفارقة الكوبيين الثائرين ضد نظام باتيستا.

## بعد انتصار الثورة
بعد انتصار الثورة الكوبية في يناير 1959 تقلد ألميدا قيادة جزء كبير من القوات المسلحة الكوبية وبحُكم رتبته كـ رائد في الجيش ترأس ألميدا الجيش المركزي خلال غزوة خليج الخنازير ثم رُقي لاحقاً إلى رتبة لواء واختير عضواً في اللجنة المركزية والمكتب السياسي في آن واحد كما شغل العديد من المناصب في الحكومة الكوبية، كما ترأس الرابطة الوطنية لقدامى المحاربين والمقاتلين من الثورة الكوبية، وبعيداً عن الثورة وحمايتها يُعتبر ألميدا كاتباً ومؤلفاً حيث ألف ثلاثيته الكُتبية السجن العسكري والمنفى والترجل كما كتب كلمات عدة أغاني وطنية أشهرها أُغنية أعطني رشفة ماء والتي كانت مشهورة ورائجة لفترة طويلة في الجمهورية الكوبية.
كُرم ألميدا ومُنح لقب قائد الثورة وضل حاملاً إيها حتى وفاته وُقبيل وفاته لم يكن يحمل هذا اللقب من الأحياء حينها إلا هو وثلاثة آخرون فقط، كما منحه فيديل كاسترو في عام 1998 لقب بطل الجمهورية الكوبية.
في عام 2005 نُشر كتاب وثق وادعى أن إدارة جون كينيدي قد اختارت خوان ألميدا لقيادة دور ريادي ومحوري في مؤامرة وحبكة شبكت لإزاحة فيديل كاسترو عن الحُكم في جمهورية كوبا سُميت آم وورلد أو سي داي - يوم سي - ومن أجندات المؤامرة أن يبدأ تنفيذها في الفاتح من ديسمبر 1963 وقيل أن عقلها المُدبر هو روبرت كينيدي شقيق جون كينيدي لكن تم إلغاء المؤامرة باغتيال جون كينيدي في نوفمبر 1963.

## وفاته
توفي ألميدا جراء أزمة قلبية في 11 سبتمبر من عام 2009 في 13 سبتمبر قيدت مسيرة تكريمية في هافانا وعدة مُدن ومُحافظات أخرى في جمهورية كوبا لرحيل ألميدا وعُين هذا اليوم كـ يوم وطني كما نكست أعلام كوبا إلى نصف السارية كُل كوبا لرحيله.
كما نُصبت له صورة ضخمة لـ ألميدا في محفل تذكاري أنشيء خصيصاً له توافدت علي عشرات الآلاف من المواطنين الكوبيين، أفتتح المحفل التذكاري - النُصب التذكاري - الرئيس الكوبي راؤول كاسترو بوضعه وردة وردية اللون قبالة صورة ألميدا.
أما دولياً فقد نعى رئيس الفيتنام نغوين مينه تريت ألميدا برسالة قال فيها «كان ألميدا صديق رائع للشعب الفيتنامي حيث ساهم بتوطيد أواصر التعاون العسكري بين الشعبين.» كما عبر أمين عام الحزب الشيوعي الكولومبي عن حزنه ومواساته لشعب كوبا بفقدان ألميدا. وفي موسكو عاصمة روسيا الإتحادية تم تكريم ألميدا تكريماً غنائياً بتجميع نُخبة من أغاني ألميدا التي كتب كلماتها وعُرضت لأول مرة في روسيا تكريماً وإجلالاً له ولدوره.

## روابط خارجية
- خوان ألميدا على موقع ميوزك برينز (الإنجليزية)
- خوان ألميدا على موقع ديسكوغز (الإنجليزية)